# سفارة روسيا البيضاء في الولايات المتحدة
سفارة روسيا البيضاء في الولايات المتحدة هي أرفع تمثيل دبلوماسي لدولة روسيا البيضاء لدى الولايات المتحدة. تقع السفارة في شمال غربي واشنطن العاصمة وهي تهدف لتعزيز المصالح البيلاروسية في الولايات المتحدة.

## وصلات خارجية
- قائمة سفارات روسيا البيضاء
- قائمة السفارات في الولايات المتحدة